# Mystus seengtee
Mystus seengtee е вид лъчеперка от семейство Bagridae. Видът не е застрашен от изчезване.

## Разпространение и местообитание
Разпространен е в Индия (Андхра Прадеш, Гоа, Карнатака, Керала, Махаращра и Тамил Наду).
Обитава сладководни басейни, реки и потоци.

## Описание
На дължина достигат до 15,7 cm.